# NGC 156
NGC 156 – gwiazda podwójna znajdująca się w gwiazdozbiorze Wieloryba, widoczna na północny zachód od galaktyki NGC 157. Jej składniki mają jasność 14,4 i 16,0m. W 1882 roku obserwował ją Wilhelm Tempel, lecz błędnie skatalogował ją jako obiekt typu mgławicowego.